# О подвійне монокулярне
Подвійне монокуля́рне О, двоо́чне О (Ꙭ, ꙭ) — рідкісний кириличний гліф на основі літери О. Таке написання трапляється в деяких рукописах, зокрема у двоїнних формах слова «око» (ꙭчи — [два] очі). Його включено в Unicode як символи U + A66C та U + A66D у версії Unicode 5.1 (2008).